# Tabulátor

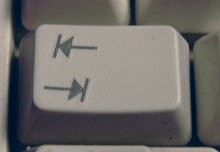
Klávesa tabulátoru je na klávesnici PC obvykle vedle písmena Q.

Tabulátor je speciální klávesa na klávesnici počítačů a psacích strojů. Umožňuje snadný zápis údajů do sloupců, které jsou zarovnány od jednotné svislice. Na psacích strojích býval kromě klávesy tabulátoru i dekadický tabulátor, který byl tvořen několika klávesami. Tento tabulátor umožňoval zarovnávat číselné údaje do sloupců na desetinný oddělovač (čárku).
V běžném hovoru a textu je nutné rozlišovat mezi klávesou tabulátoru, stiskem klávesy tabulátoru a samotným znakem, který obdrží program ve chvíli, kdy ke stisku klávesy dojde.

## Znak tabulátoru
Po stisku klávesy tabulátoru dojde k zaslání kódu stisknuté klávesy operačnímu systému počítače, jenž kód přeloží pomocí ovladače vstupních zařízení na samotný znak tabulátoru. Ten tvoří spolu se standardní mezerou a kódem nového řádku jeden z nejčastěji používaných bílých znaků, což jsou znaky v běžné reprezentaci neviditelné, u kterých pozorujeme pouze jejich projevy (například nový řádek, či odsazení).
Samotný znak tabulátoru je tvořen ASCII kódem 9, (hexa 0x09), který je v odborné literatuře a samotných technických prostředcích pro zpracování textu často zastoupen dvojicí znaků \t. V laické literatuře je možné se setkat se zkratkou Tab pro klávesu a <tab> pro samotný znak.

## Použití

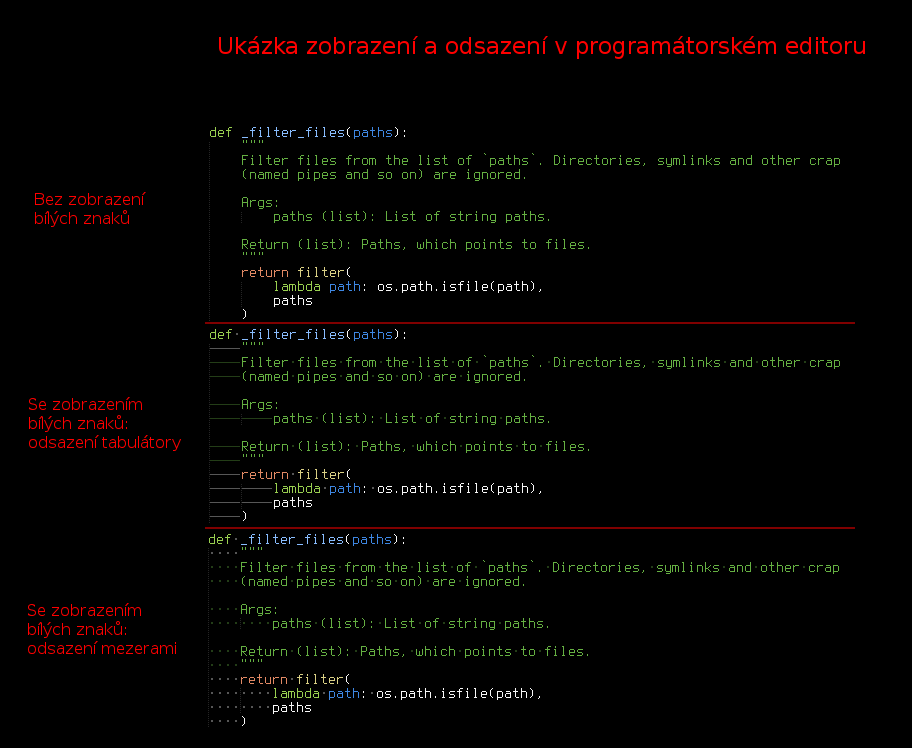
Ukázka odsazování a zobrazování jinak neviditelných znaků v programátorském editoru.

V současném světě informačních technologií je tabulátor laiky využíván převážně k zarovnávání bloků textu, programátory pak v některých případech pak také jako oddělovač při ukládání dat, viz TSV (datový formát). Při použití je nutné rozeznávat stisk klávesy (což nemusí mít za důsledek očekávanou akci) od vložení znaku do proudu bajtů, ve kterém je uložen soubor.
Klávesa tabulátoru hraje důležitou roli v programování, při zarovnávání bloků zdrojového kódu. Mnohé programátorské editory umožňují při vybrání textu posouvat stiskem klávesy tabulátoru celý vybraný blok o patřičné odsazení doleva, či doprava. To je velmi podstatné například v Pythonu, kde má odsazení silný vliv na vykonávání programu.
V závislosti na nastavení pokročilého editoru muže po stisku klávesy docházet jednak k vložení znaku tabulátoru, který je poté zobrazen dle nastavení editoru, či k vložení několika znaků mezer. Konkrétní preference znaků či mezer programátory se liší projekt od projektu, některé jazyky také ve svých standardech vyžadují používání mezer, namísto odsazení znakem \t.
Některé textové editory jsou schopné zobrazovat neviditelné bílé znaky pomocí znaků zástupných, viz přiložený obrázek, kde je možné pozorovat různá nastavení. Všechny tři ukázky jsou projevem stisku stejné klávesy tabulátoru, i když chování je pokaždé jiné, v závislosti na nastavení editoru.

### Formulářové dialogy
Speciální použití klávesy tab je možné nalézt v programech, jež zobrazují formuláře. Historicky zde existuje konvence, že klávesa tabulátoru nevkládá znak tabulátoru, nýbrž způsobuje přeskočení na další prvek formuláře. Toto chování je možné pozorovat i ve webových prohlížečích, kdy při stisknutí klávesy nedojde k vložení znaku, ale k přeskoku na další aktivní prvek, kterým může být odkaz, vstupní pole, či tlačítko.

## Ukázka zarovnaného textu
Zde je příklad tabulky, jež byla vytvořena vložením znaku tabulátoru za různě dlouhé řetězce znaků na začátku řádku (Tab ↹y):
```
x 	y
xx 	y
xxx	y
xxxx	y
```

Jak je vidět, ačkoliv se na začátku řádku nachází rozdílný počet znaků x, text oddělený znakem tabulátoru se zobrazuje (alespoň při standardním nastavení) stejně zarovnaný.

## Poznámka
Nezaměňovat s tabelátorem, což je stroj na snímání děrných štítků.